# Vague de froid de l'hiver 1947
L'hiver 1946-1947 a été marqué, en Europe, par une vague de froid exceptionnelle ayant touché le Nord et le Centre du continent dont la France, les Pays-Bas, la Suisse et le Royaume-Uni. 
La vague de froid a débuté le 21 janvier 1947. Elle est causée par la persistance d'un anticyclone en Scandinavie, bloquant au Sud du Royaume-Uni une zone de dépression. La vague de froid a été caractérisée par d'importantes chutes de neige (18 cm dans certaines régions d'Angleterre), nécessitant parfois l'intervention de l'armée, et des températures atteignant les −20 °C par endroits,. Météo-France parle d'une vague de froid entre les 22 et 31 janvier.
À la fin du mois de janvier, dans tout le pays, on observe des températures inférieures à −10 °C. Le 28 février une violente tempête de neige balaye tout le quart nord-est.
En Suisse, du 19 au 31 janvier, les températures sont de 7,5 °C inférieures aux moyennes.